# 小さな命が呼ぶとき
『小さな命が呼ぶとき』（ちいさないのちがよぶとき、Extraordinary Measures）は、2010年のアメリカ映画である。原作はジータ・アナンドの書籍『小さな命が呼ぶとき』（新潮文庫刊）。ポンペ病の治療薬マイオザイムの開発に奔走したジョン・クラウリーの実話を基に製作された作品である。

## あらすじ
オレゴン州ポートランド出身でエリートビジネスマンのジョン・クラウリーは、3人の子供と仲良く暮らしていた。ところが、2人の子供はポンペ病と呼ばれる難病に冒されており、余命9年を宣告されてしまう。メーガンが8歳になった頃、ジョンはネブラスカ大学でロバート・ストーンヒル博士と出会う。ストーンヒルはポンペ病を研究している1人で、ポンペ病治療の薬品開発を研究していた。ジョンは子供たちのためにすべてを捨てて、ストーンヒルと共に製薬会社を設立する。

## キャスト
※括弧内は日本語吹替
- ジョン・クラウリー - ブレンダン・フレイザー（宮本充）
- ロバート・ストーンヒル - ハリソン・フォード（磯部勉）
- アイリーン・クラウリー - ケリー・ラッセル（甲斐田裕子）
- メーガン・クラウリー - メレディス・ドローガー
- パトリック・クラウリー - ディエゴ･ベラスケス
- ジョン・クラウリー・Jr - サム・H・ホール（下田レイ）
- ケント・ウエバー博士 - ジャレッド・ハリス（後藤敦）
- マーカス・テンプル - コートニー・B・ヴァンス（柳沢栄治）
- エリック・ローリング - パトリック・ボーショー（秋元羊介）
- サル - ディー・ウォレス